# Episodi di Alle meine Töchter (prima stagione)
La prima stagione della serie televisiva Alle meine Töchter è stata trasmessa in anteprima in Germania dalla ZDF tra il 6 novembre 1995 e il 25 gennaio 1996.
| nº | Titolo originale           | Titolo italiano | Prima TV Germania | Prima TV Italia |
| -- | -------------------------- | --------------- | ----------------- | --------------- |
| 1  | Der Skandal (Erster Teil)  | inedito         | 6 novembre 1995   | inedito         |
| 2  | Der Skandal (Zweiter Teil) | inedito         | 6 novembre 1995   | inedito         |
| 3  | Pattys Termin              | inedito         | 9 novembre 1995   | inedito         |
| 4  | Väter und Töchter          | inedito         | 16 novembre 1995  | inedito         |
| 5  | Prozessfolgen              | inedito         | 23 novembre 1995  | inedito         |
| 6  | Sturmwarnung               | inedito         | 30 novembre 1995  | inedito         |
| 7  | Schwein gehabt             | inedito         | 7 dicembre 1995   | inedito         |
| 8  | Margots Schock             | inedito         | 14 dicembre 1995  | inedito         |
| 9  | Durch die Blume gesagt     | inedito         | 21 dicembre 1995  | inedito         |
| 10 | Realitätsverlust           | inedito         | 28 dicembre 1995  | inedito         |
| 11 | Die Explosion              | inedito         | 4 gennaio 1996    | inedito         |
| 12 | Fliederträume              | inedito         | 11 gennaio 1996   | inedito         |
| 13 | Gemischte Gefühle          | inedito         | 18 gennaio 1996   | inedito         |
| 14 | Plötzliche Wende           | inedito         | 25 gennaio 1996   | inedito         |